# 特里登特山
特里登特山（英語：Mount Trident），是南極洲的山峰，位於維多利亞地的博克格雷溫克海岸，處於塔克冰川北岸，海拔高度2,480米，由新西蘭探險隊命名，現時由南極條約體系管理。